# Muśniki
Muśniki (lit. Musninkai) – miasteczko na Litwie, w okręgu wileńskim, w rejonie szyrwinckim, położone ok. 12 km na południowy zachód od Szyrwint i 7 km na północ od Kiernowa, nad rzeką Mussą (dopływem Wilii). Siedziba gminy Muśniki. Znajduje się tu kościół, szkoła i poczta.
Prywatne miasto szlacheckie lokowane w latach 1558–1566 przez Hieronima Sieniawskiego, leżało w powiecie wileńskim województwa wileńskiego.